# Picholine

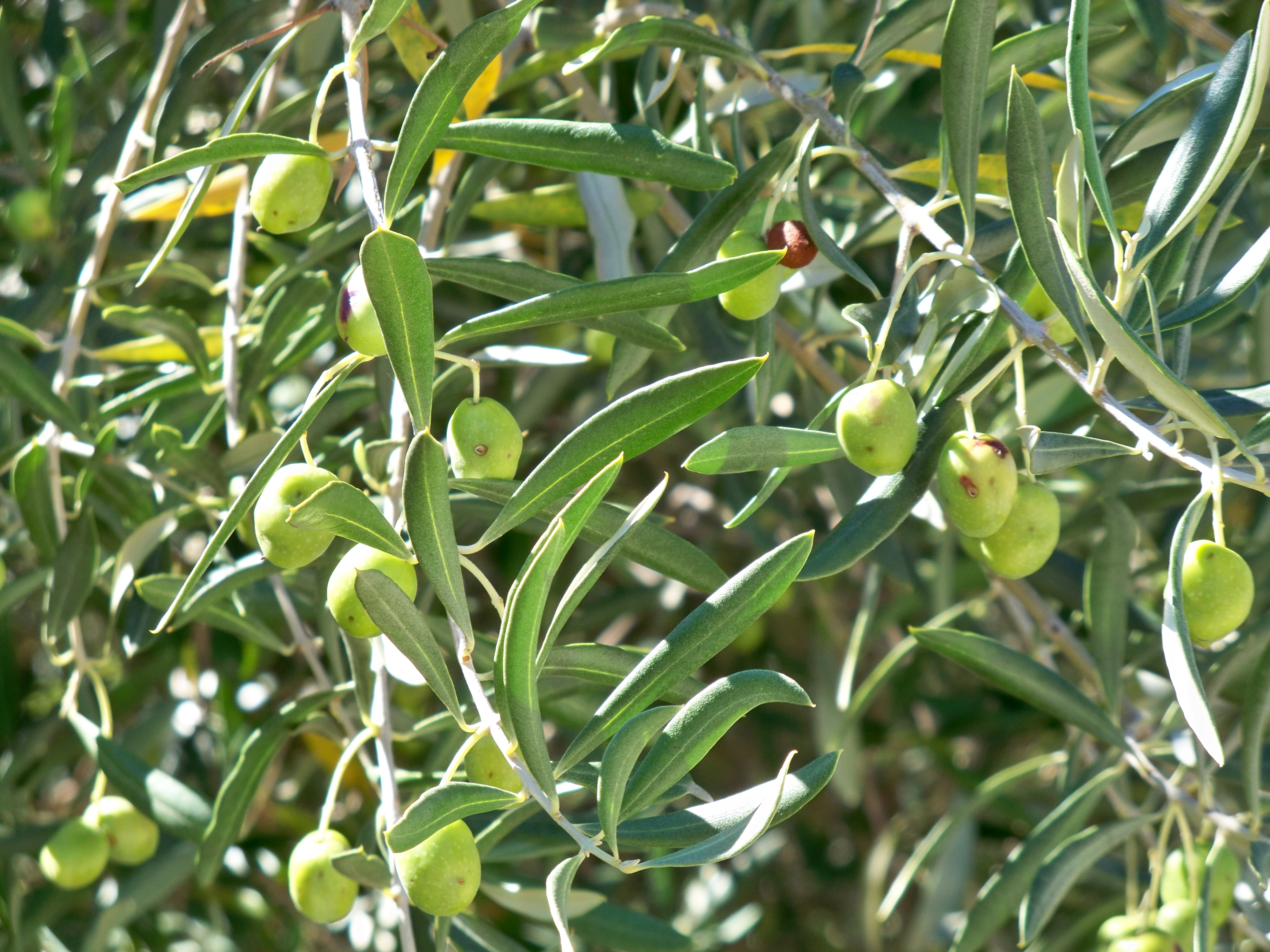
La picholine.

La picholine est une variété d'olive française. Bien qu'originaire du Gard, elle est aujourd'hui cultivée partout dans le monde. 

## Origine

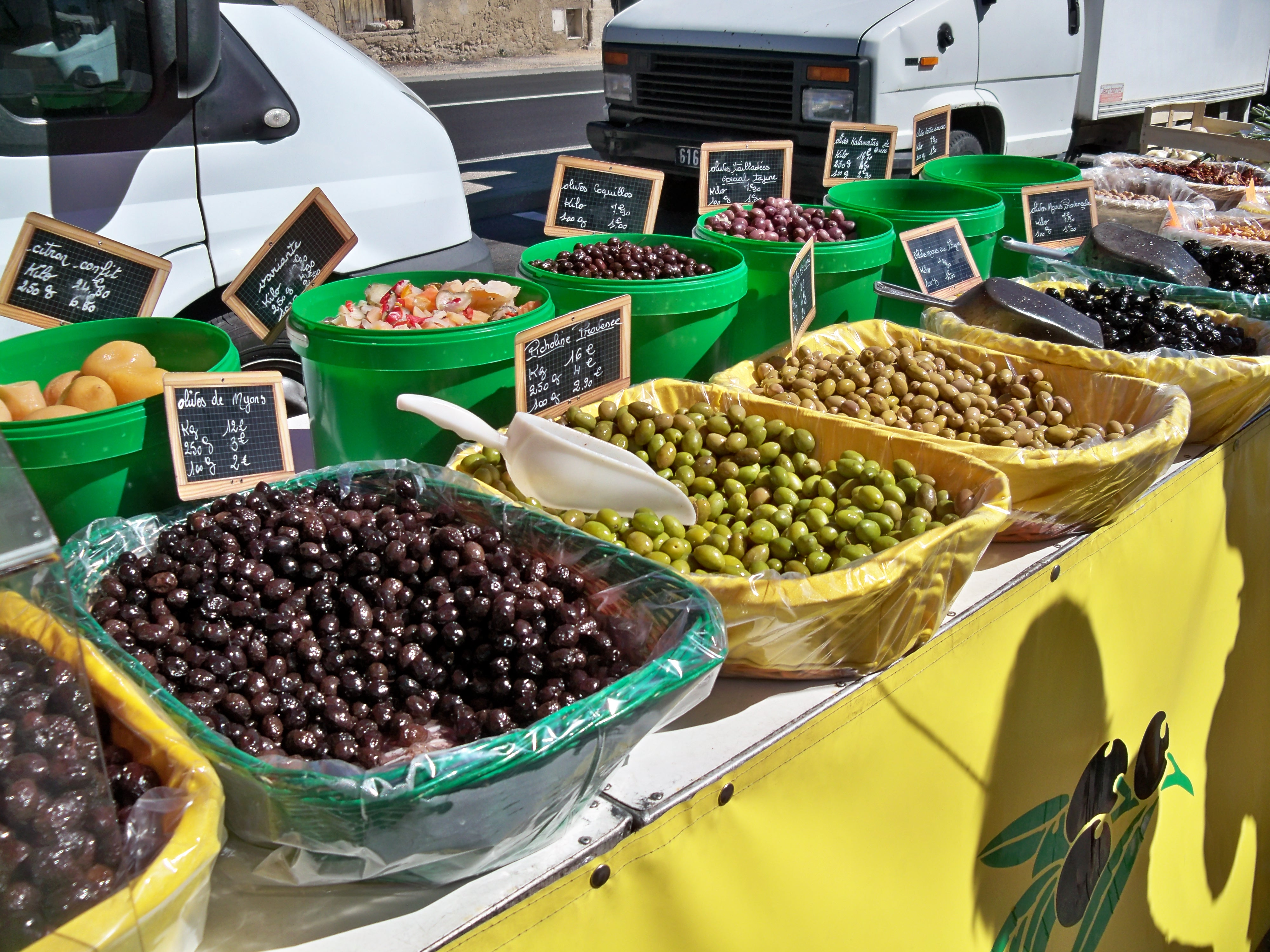
Sur un marché de Provence, picholines vertes du Gard et olives noires de Nyons.

Au cours du XVIIe siècle s'installèrent à Saint-Chamas les deux frères Picholini, d'origine italienne. Ils popularisèrent une recette pour rendre les olives consommables sans qu'elles perdent leur couleur verte. Il suffisait de les mélanger, à volume égal, avec de la cendre, de les recouvrir d'eau, puis de les placer dans une saumure aromatisée. Elles prirent le nom d'olives à la picholine. Cette recette fut d'abord pratiquée sur une variété des environs de Saint-Chamas, la Saurine. Ensuite, une variété du Gard se révéla supérieure pour cette recette. Il s'agit d'une variété de la région de Collias, entre Uzès et Remoulins, qui devint alors la picholine .

## Synonymes
Elle est aussi dénommée Picholine du Languedoc, Coiasse, Colliasse, Piquette, Plant de Collias, Fausse Lucques ou Lucques Bâtarde. En Tunisie elle est connue sous le nom de Judoléine.

## Caractéristiques

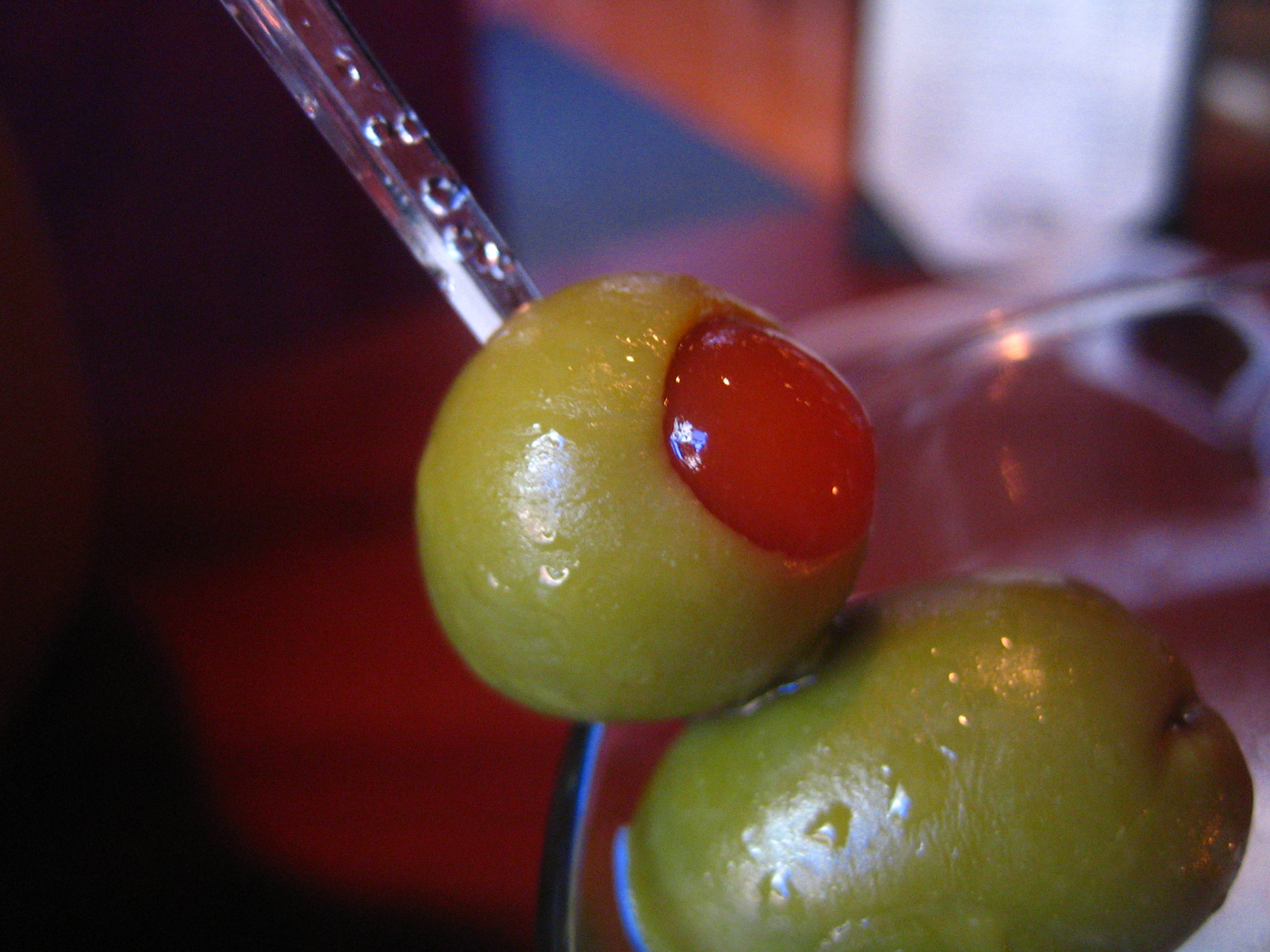
La picholine, olive de cocktail

La Picholine est à double fin, surtout connue comme olive verte de table ou olive de cocktail, elle est également utilisée pour élaborer de l'huile d'olive. Très fruitée et verte, cette huile à l'amertume et au piquant léger est caractérisée par des arômes de fruits à pépins (pomme et poire) avec des notes herbacées de foin.

## Sources